# 旱禾
旱禾（学名：Eremopoa persica）为禾本科旱禾属下的一个种。

## 扩展阅读
- 維基物種上的相關：旱禾